# Elyne Boeykens
Elyne Boeykens (* 3. April 1991) ist eine ehemalige belgische Tennisspielerin.

## Karriere
Boeykens hat mit sieben Jahren das Tennisspielen begonnen und bevorzugt laut ITF-Profil Hartplätze. Sie spielt überwiegend Turniere auf dem ITF Women’s Circuit, bei denen sie bislang fünf Einzel- und acht Doppeltitel gewann.
Sie bestritt im November 2017 ihr letztes Profiturnier und wird seit November 2018 nicht mehr in den Weltranglisten geführt.
Bei den Belgian Championships Seniors gewann sie Ende September 2019 zusammen mit Roel De Beckker den Titel im Mixed.

## Turniersiege

### Einzel
| Nr. | Datum           | Turnier          | Kategorie   | Belag | Finalgegnerin    | Ergebnis      |
| --- | --------------- | ---------------- | ----------- | ----- | ---------------- | ------------- |
| 1.  | 26. August 2012 | Enschede         | ITF $10.000 | Sand  | Carolin Daniels  | 4:6, 6:3, 6:4 |
| 2.  | 21. Juni 2015   | Alkmaar          | ITF $10.000 | Sand  | Diana Šumová     | 3:6, 6:4, 6:3 |
| 3.  | 6. Juli 2015    | Brüssel          | ITF $10.000 | Sand  | Alice Matteucci  | 6:4, 6:0      |
| 4.  | 23. August 2015 | Wanfercée-Baulet | ITF $15.000 | Sand  | Chloé Paquet     | 6:4, 6:2      |
| 5.  | 19. Juni 2016   | Alkmaar          | ITF $10.000 | Sand  | Katharina Hering | 6:3, 7:5      |

### Doppel
| Nr. | Datum              | Turnier        | Kategorie   | Belag             | Partnerin                  | Finalgegnerinnen                              | Ergebnis      |
| --- | ------------------ | -------------- | ----------- | ----------------- | -------------------------- | --------------------------------------------- | ------------- |
| 1.  | 10. Juni 2010      | Apeldoorn      | ITF $10.000 | Sand              | Leonie Mekel               | Carolin Daniels Nina Zander                   | 4:6, 6:3, 7:5 |
| 2.  | 19. November 2011  | Équeurdreville | ITF $10.000 | Hartplatz (Halle) | Eva Wacanno                | Elixane Lechemia Silvia Njirić                | 6:4, 6:4      |
| 3.  | 1. Juni 2012       | Warschau       | ITF $10.000 | Sand              | Caitlin Whoriskey          | Karolina Kosińska Aleksandra Rosolska         | 6:2, 6:2      |
| 4.  | 23. Juni 2012      | Alkmaar        | ITF $10.000 | Sand              | Caitlin Whoriskey          | Carolin Daniels Swjatlana Piraschenka         | 6:2, 6:4      |
| 5.  | 19. September 2014 | Petange        | ITF $10.000 | Hartplatz (Halle) | Kelly Versteeg             | Michaela Hončová Nora Niedmers                | 7:62, 6:1     |
| 6.  | 12. Juni 2015      | Madrid         | ITF $10.000 | Sand (Halle)      | Steffi Distelmans          | Aliona Bolsova Zadoinov Lucia Cervera Vazquez | 6:3, 7:64     |
| 7.  | 10. Juli 2015      | Knokke-Heist   | ITF $10.000 | Sand              | Kelly Versteeg             | Sally Peers Kimberley Zimmermann              | 6:2, 6:4      |
| 8.  | 20. August 2016    | Westende       | ITF $25.000 | Hartplatz         | Valentini Grammatikopoulou | Quirine Lemoine Eva Wacanno                   | 6:2, 6:3      |
| 9.  | 24. März 2017      | Le Havre       | ITF $15.000 | Sand (Halle)      | Kimberley Zimmermann       | Fatma Al-Nabhani Daiana Negreanu              | 7:65, 6:3     |

## Weltranglistenpositionen am Saisonende
| Jahr   | 2009 | 2010 | 2011 | 2012 | 2013 | 2014 | 2015 | 2016 | 2017 | 2018 |
| ------ | ---- | ---- | ---- | ---- | ---- | ---- | ---- | ---- | ---- | ---- |
| Einzel | —    | 929  | 705  | 588  | 679  | 1244 | 357  | 337  | 484  | —    |
| Doppel | 810  | 670  | 487  | 496  | 648  | 628  | 337  | 243  | 491  | 939  |